# هيلين نيلسون
هيلين نيلسون هي لاعبة كرة قدم سويدية، ولدت في 24 نوفمبر 1970. شاركت مع منتخب السويد لكرة القدم للسيدات.

## وصلات خارجية
- هيلين نيلسون على موقع الاتحاد الدولي (مؤرشف)  (الإنجليزية)
- هيلين نيلسون على موقع عالم كرة القدم.نت (الإنجليزية)